# Новочеркасский район
Новочеркасский район — административно-территориальная единица в составе Ростовской области РСФСР, существовавшая в 1944—1963 годах, а также с 1926 по 1930 годы. Административный центр — город Новочеркасск.

## История
Новочеркасский район существовал в период с 1926 по 1930 годы в составе Донского округа.
Новочеркасский район (с центром в городе Новочеркасск) вновь был образован в 1944 году в составе Ростовской области. В него вошла территория упразднённого Кривянского района.
Район просуществовал до февраля 1963 года, когда он был упразднён, а его территория вошла в Октябрьский район Ростовской области.